# اس‌ام‌اس بایرن
اس‌ام‌اس بایرن (به انگلیسی: SMS Bayern) یک کشتی است که طول آن ۱۸۰ متر (۵۹۰ فوت ۷ اینچ) می‌باشد. این کشتی در سال ۱۹۱۵ ساخته شد.